# Скитальцев, Евгений Николаевич
Евгений Николаевич Скитальцев (1918 — 1983) — советский живописец, график, член Союза художников СССР

## Биография
Евгений Николаевич Скитальцев родился в 1918 году. Окончил Харьковский художественный институт Украинской ССР. В конце 1940-х годов приехал в Калининград, с 1951 года — член Калининградского Союза советских художников.
На протяжении нескольких лет избирался председателем правления Калининградского Союза советских художников. В 1956 году избран делегатом Первого Всесоюзного съезда советских художников от региональной организации. Был активным участником и организатором областных художественных выставок. В конце 1960-х переехал на новое место жительства в Эстонскую ССР, где продолжал заниматься творческой работой.

## Творчество
Для Евгения Скитальцева море было не просто важной темой в творчестве, оно стало настоящим призванием и судьбой. Евгений Николаевич плавал по Атлантике, Индийскому и Северному Ледовитому океанам, прошел путь от Калининграда до Владивостока. Впечатления от этих путешествий впоследствии стали основой его картин и графических работ. Его живописные работы отличает сдержанный колорит, тонкие цветовые гармонии, внимание к эффектам свето-воздушной среды, лаконичность композиции.
Среди других тем его творчества — суровый и самоотверженный труд моряков и рыбаков, освоение Балтики. Художник не обошел вниманием и пейзажи самого западного региона России.
Евгений Скитальцев — участник множества областных, республиканских, всесоюзных и международных выставок. Среди них Всесоюзные выставки художников-маринистов в Москве, выставка «Художники Советской Прибалтики — Советской Армии» в Риге, выставки произведений калининградских художников в Ольштыне (Польша).
Произведения Е. Н. Скитальцева хранятся в Калининградском областном историко-художественном музее и в частных собраниях.